# Parva Investitsionna Banka
Parva Investitsionna Banka est un établissement bancaire bulgare fondé en 1993, et faisant partie du SOFIX, le principal indice boursier de la bourse de Sofia.